# Raya Bell
Raya Bell – polski zespół muzyczny, grający muzykę reggae.

## Historia
Grupa Raya Bell została założona w Sanoku w 1986 jako formacja reggae. Od 1991 działała pod patronatem Sanockiego Domu Kultury. Na Festiwalu w Jarocinie 1991 grupa została zgłoszona do udziału w konkursie i otrzymała wyróżnienie „za najlepsze wibracje”. Wkrótce potem wystąpiła również na Festiwalu „Reggae nad Wartą” w Gorzowie Wielkopolskim. W tym samym roku Raya Bell brała udział w eliminacjach do Festiwalu „Les Printemps de Bourges” z Francji, organizowanych w Koszalinie w gronie pięciu polskich uczestników. Zespół występował w Jarocinie w latach 1992 (w charakterze laureata zeszłorocznej edycji) i 1994. W tymże okresie swojej działalności wydano kasetę pt. Raya Bell, wydaną przez wytwórnię Akord. W 1996 działalność grupy została zawieszona.
W 2012 reaktywowano formację. W 2016 został wydany album pt. Dziecko, który zaprezentowano na koncercie promocyjnym 28 maja 2016 w Muzeum Budownictwa Ludowego w Sanoku.
W 2023 zespół Raya Bell wyróżniono Nagrodą Miasta Sanoka w kategorii twórczość artystyczna, w zakresie muzyka.

## Muzycy
| Skład zespołu w 1991 - Ryszard Mękarski – śpiew, gitara rytmiczna - Wojciech Dżułyk – gitara solowa - Artur Rogos – gitara basowa - Jerzy Nycz – instrumenty klawiszowe - Artur Drobot – perkusja - Leszek Pyrcak – saksofon - Mirosław Jodłowski – saksofon - Robert Korona – saksofon - Elżbieta Pyrcak – chórki - Katarzyna Figiel – chórki |  | Skład zespołu w 2016 - Artur „Siwy” Rogos – śpiew, gitara rytmiczna - Wojciech Dżułyk – gitara solowa - Jakub Osika – gitara basowa - Bartłomiej Mandzelowski – instrumenty klawiszowe - Artur „Drozda” Drobot – perkusja (zmarł w 2022) - Konrad Oklejewiecz – flety, śpiew, chórki - Jakub Pilip – saksofon - Dawid Kamiński – puzon - Maciej Maliwiecki – trąbka - Ernest Drelich – instrumenty perkusyjne - Boleo (Niagara) – śpiew, chórki (gościnnie) |